# Valparaíso (stad)
Valparaíso is een gemeente en de grootste havenstad van Chili. De naam is een combinatie van vallei en paradijs, met de klemtoon en dus het accent aigu op de i. De stad ligt ongeveer 70 km ten westen van de hoofdstad Santiago en telde 296.655 inwoners in 2017. De stad is tevens zetel van het parlement (de regering zetelt in Santiago, de hoofdstad). Ook is de stad de hoofdstad van de gelijknamige regio. De stad vormt een agglomeratie met Viña del Mar en Quilpué. De metro van Valparaíso biedt openbaar vervoersdiensten aan met hoge frequentie tussen de verschillende steden van de regio. Het netwerk bestaat uit een lijn met lengte van 43 kilometer, waaraan 20 stations gelegen zijn.
Valparaíso wordt beschouwd als een van indrukwekkendste steden van Latijns-Amerika. De stad ligt op meerdere steile hellingen die uitkomen in de Grote Oceaan en een natuurlijk amfitheater vormen. In de binnenstad vindt men veel architecturaal en cultureel erfgoed uit de 19e eeuw. Een voorbeeld hiervan is de La Matríz-kerk uit 1842. De historische wijk van Valparaíso staat dan ook op de Werelderfgoedlijst van UNESCO.
In 2014 verwoestte een grote brand duizenden woningen in de stad. Het historische centrum bleef echter gespaard. Nota bene: In 1851 was Valparaíso de eerste stad in Zuid-Amerika met een vrijwillige brandweer.

## Klimaat
| Maand                  | jan  | feb  | mrt  | apr  | mei  | jun  | jul  | aug  | sep  | okt  | nov  | dec  | Jaar |
| ---------------------- | ---- | ---- | ---- | ---- | ---- | ---- | ---- | ---- | ---- | ---- | ---- | ---- | ---- |
| Gemiddeld maximum (°C) | 20,8 | 20,7 | 19,4 | 17,9 | 16,5 | 15,2 | 14,3 | 14,8 | 15,4 | 16,5 | 18,2 | 19,9 | 17,5 |
| Gemiddeld minimum (°C) | 13,5 | 13,5 | 12,7 | 11,4 | 10,8 | 9,6  | 9,2  | 9,3  | 9,5  | 10,4 | 11,5 | 12,8 | 11,2 |
|                        |      |      |      |      |      |      |      |      |      |      |      |      |      |
| Neerslag (mm)          | 0    | 0    | 4    | 13   | 55   | 83   | 111  | 60   | 27   | 10   | 8    | 1    | 372  |
| Bron: WeerOpReis.com   |      |      |      |      |      |      |      |      |      |      |      |      |      |

## Film
Joris Ivens wijdde de film ...À Valparaiso (1963) aan de gelijknamige stad.

## Bekende inwoners van Valparaíso

### Geboren
- Chris Watson (1867-1941), Australisch premier
- Eduardo Barrios (1884-1963), schrijver
- Salvador Allende (1908-1973), president van Chili (1970-1973)
- Kars Lucas Kamp (1912-1943), Nederlands verzetsstrijder gedurende de Tweede Wereldoorlog.
- Hortensia Bussi (1914-2009), echtgenote van Salvador Allende
- Augusto Pinochet (1915-2006), president van Chili (1973-1990), generaal en dictator
- Manfred Max-Neef (1932-2019), econoom
- Ángel Parra (1943-2017), volkszanger
- Elías Figueroa (1946), voetballer
- Sergio Badilla Castillo (1947), dichter
- Charlie da Silva (1956), crimineel
- Marco Cornez (1957-2022), voetballer
- Juan Carlos Letelier (1959), voetballer
- Tom Araya (1961), zanger en bassist van de trashmetalband Slayer
- Carlos Toro (1976), voetballer
- David Pizarro (1979), voetballer
- Carlos Muñoz (1989), voetballer
- Gabriel Castellón (1993), voetballer
- Matías Fernández Cordero (1995), voetballer

## Galerij

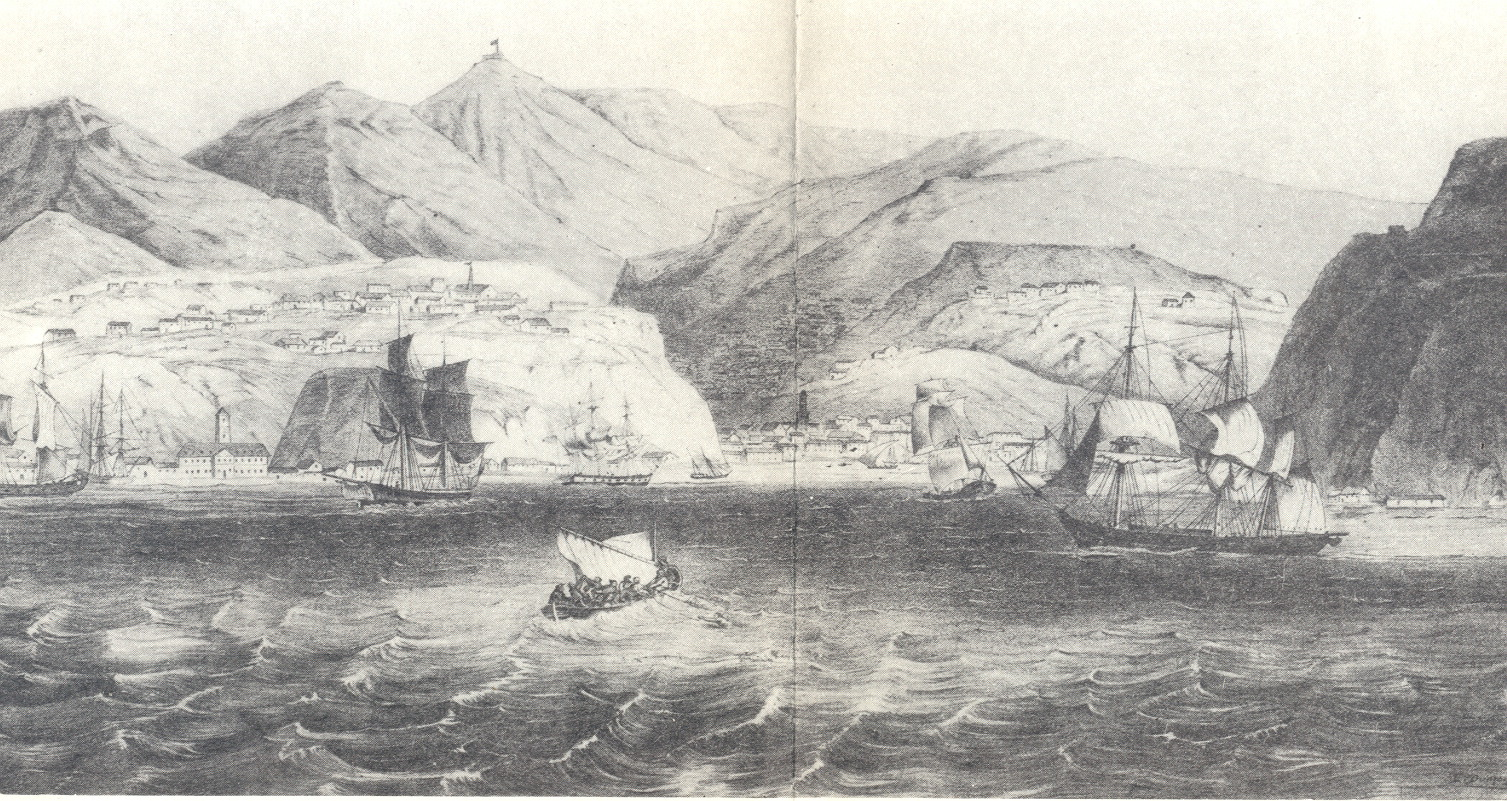
Valparaíso anno 1830
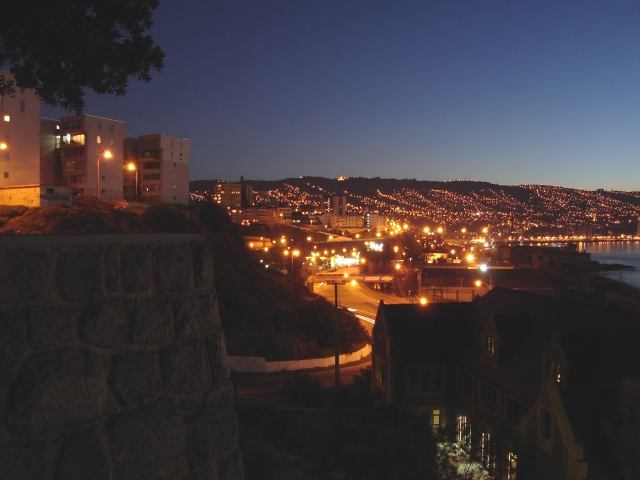
Valparaíso 's nachts